# 梅西塔 (新墨西哥州)
梅西塔（英語：Mesita）是位於美國新墨西哥州錫沃拉縣的普查規定居民點。

## 人口
根據2020年美國人口普查的數據，梅西塔的面積為19.39平方千米，當中陸地面積為19.35平方千米，而水域面積為0.04平方千米。當地共有人口793人，而人口密度為每平方千米40.9人。